# داني وارد
داني وارد (بالإنجليزية: Danny Ward)‏ (9 ديسمبر 1990 برادفورد المملكة المتحدة - ) هو لاعب كرة قدم بريطاني يلعب كمهاجم.

## روابط خارجية
- داني وارد على موقع قاعدة بيانات كرة القدم.إي يو (الإنجليزية)
- داني وارد على موقع Soccerbase.com (لاعب) (الإنجليزية)
- داني وارد على موقع Soccerway.com (الإنجليزية)
- داني وارد على موقع عالم كرة القدم.نت (الإنجليزية)